# RTL Film
RTL Film was een Nederlands televisieprogramma op RTL 5 over de nieuwste films in de bioscoop of op dvd en trailers van films die binnenkort in de bioscoop gaan draaien.
Op zondag 18 november werd medegedeeld door Hilco Slik dat op 25 november 2007 een eind kwam aan 4 seizoenen RTL Film en met ingang van 2 december 2007 het concept van RTL Film weer Films & Sterren ging heten.